# MACOM Technology Solutions
MACOM Technology Solutions — американский разработчик и производитель полупроводниковых приборов и компонентов для радиотехники, работающей в микроволновом и миллиметровом диапазоне длин волн. Штаб-квартира расположена в Лоуэлле (штат Массачусетс). В 2005 году была крупнейшим частным работодателем в Лоуэлле. MACOM имеет сертификаты качества ISO 9001 и экологичности ISO 14001. Компания имеет проектные офисы и офисы продаж в Северной Америке, Европе, Азии и Австралии.

## История

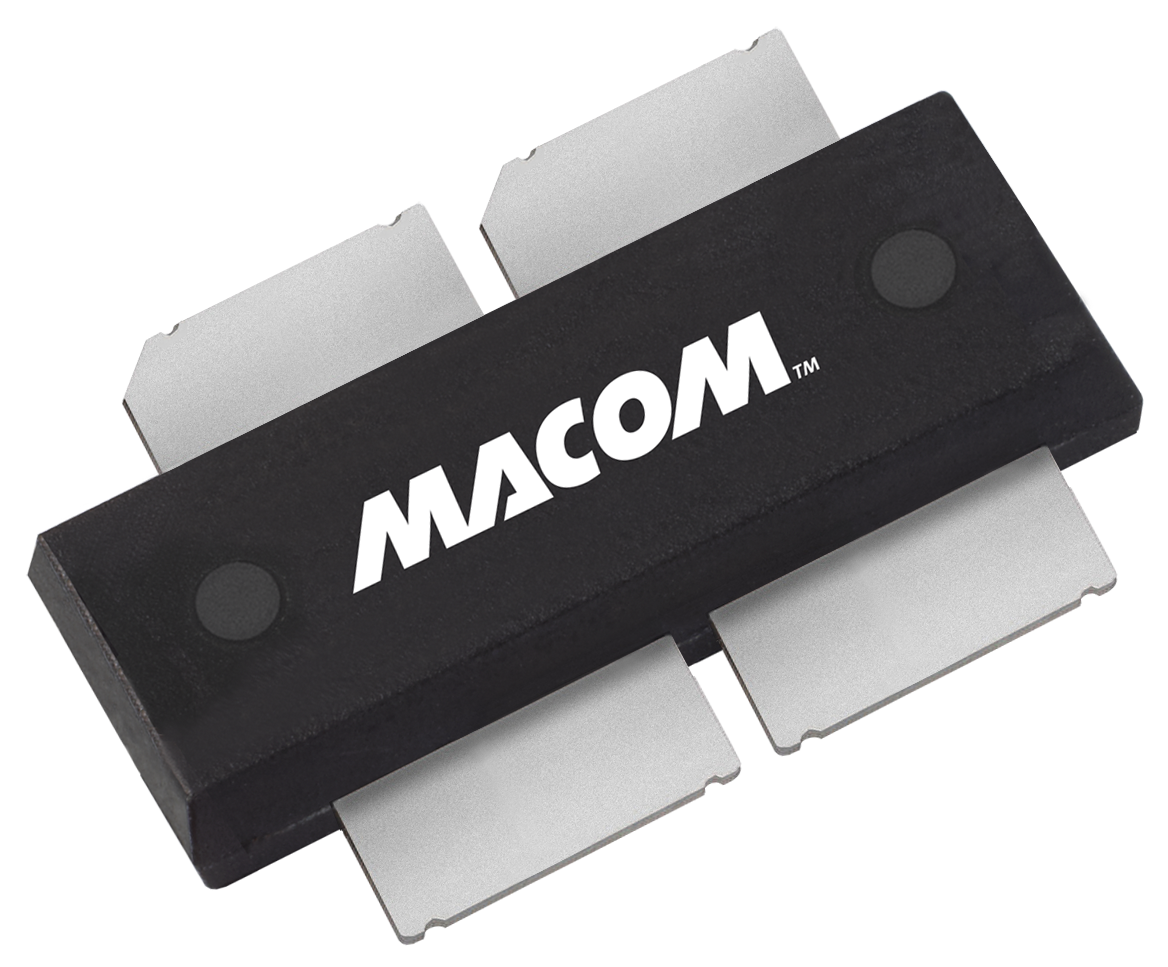
Усилитель мощности радиочастотных сигналов TO272S-4

### Ранняя история
MACOM основана в 1950-х годах под названием Microwave Associates инженерами Вессариосом Чигасом, Луисом Робертсом, Хью Уэйнрайтом и Ричардом Уолкером. Компания была мелким поставщиком магнетронов для Корпуса войск связи Армии США. Название изменено на M/A-COM в 1978 году, чтобы отразить растущий интерес компании к телекоммуникационной промышленности и слияние с компанией Digital Communications Corporation (DCC). В мае 1981 года MACOM куплена компанией AMP Inc., которая в дальнейшем была куплена компанией Tyco Electronics.

### 2000—2010
В 2001 году Tyco купила Com-Net Ericsson и поместила её под управление MACOM, как часть сделки, компания купила команду и разработки радиосистем EDACS и объединила их с собственным подразделением OpenSky. Сделка позволила стать MACOM второй компанией по объёму производимых радио приёмо-передатчиков в США. Объединённая компания последовательно разработала предложение радио P25, и вырастила свой бизнес по критическим коммуникациям в крупного игрока на современном рынке беспроводных приёмо-передатчиков. В июне 2003 года компания XMA Corporation из Манчестера (штат Нью-Гемпшир), выкупила у MACOM линию аттенюаторов и терминаторов Omni Spectra.
13 мая 2008 года Tyco Electronics объявила о продаже своего подразделения по радиочастотным компонентам и подсистемам компании Cobham plc (англ.) за $425 млн. Tyco Electronics оставила себе производство беспроводных коммуникаций MACOM, но переименовала его в Tyco Electronics Wireless Systems. 29 сентября 2008 года Tyco и Cobham объявили о завершении сделки.
30 марта 2009 года компания выкупила у Cobham все акции M/A-COM Technology Solutions Inc., основного операционного подразделения MACOM и соответствующего зарубежного подразделения M/ACOM Technology Solutions Limited. На следующий день, 31 марта 2009 года Cobham анонсировала продажу коммерческого подразделения M/A-COM Technology Solutions Джону Окампо, владельцу компании GaAs Labs. В мае 2010 года MACOM купила компанию Mimix Broadband, бесфабричной компании-поставщика арсенид-галлиевых полупроводниковых микросхем.

### После 2011 года
В мае 2011 года MACOM купила Optomai Inc. — полупроводниковую компанию разрабатывающую интегральные схемы и модули для 40 и 100 Гбит/с оптоволоконных сетей. В ноябре 2013 года компания объявила о достижении договорённости о покупке компании Mindspeed Technologies, производителя полупроводниковых компонентов для телекоммуникационной инфраструктуры. В феврале 2014 года Mindspeed Technologies перепродана Intel. 13 февраля 2014 года MACOM купила Nitronex LLC, проектировщика полупроводниковых схем на основе нитрида галлия за $26 млн.
В том же году MACOM купила компании IKE Micro, Photonic Controls. В ноябре 2014 года MACOM купила BinOptics Corporation, производителя индий-фосфорных лазеров, основанную в Корнеллском университете, за $230 млн. В ноябре 2015 года компания объявила о покупке японского поставщика оптических сборок FiBest Limited до конца первого квартала 2016 года. В декабре 2015 года MACOM купила диодный бизнес Aeroflex Metelics у компании Cobham за $38 млн наличными. В январе 2017 года MACOM купила Applied Micro Circuits Corporation.

## Деятельность

### Технологии
MACOM разрабатывает и поставляет полупроводниковые технологии для оптических и спутниковых сетей. В портфеле компании есть аналоговые радиочастотные, микроволновые, миллиметровые и фотонные полупроводниковые продукты. У MACOM есть 16 проектных и операционных центров по всему миру: 11 в США, 2 в Ирландии, по одному в Австралии, Японии и на Тайване. MACOM производит массив микросхемных технологий, включая арсенид-галлиевые (GaAs), нитрид галлиевые (GaN), кремниевая фотоника, арсенид алюминия-галлия (AlGaAs), фосфид индия (InP), кремний (Si), гетеролитические микроволновые схемы (HMIC) и кремний германиевые (SiGe). Покупка компании BinOptics в 2014 году позволила им использовать самовыравнивающуюся технологию ячеистого травления для улучшения эффективного производства и тестирования.

### Рынки
MACOM производит полупроводники для разных секторов промышленности, в том числе для потребительской электроники, хотя основной объём используется в коммерческих и промышленных применениях. Для аэрокосмической и оборонной промышленности MACOM снабжает оборонных подрядчиков (таких как Northrop Grumman) компонентами, спроектированными для применения в разведывательном оборудовании, например, для радаров. Компоненты MACOM также используются National Oceanic and Atmospheric Administration (NOAA) и Federal Aviation Authority — государственными службами США.
Сетевые и коммуникационные продукты компании применяются в спутниках, и такими компаниями как Cisco для проводных и беспроводных сетевых применений. MACOM также создаёт высокоскоростные оптические сетевые компоненты в высокомаржинальных специализированных областях — центрах обработки данных, сверхдальних коммуникациях, городских магистральных сетях.
В 2015 году MACOM награждена Technology & Engineering Emmy Award за разработку решений для коммутации и маршрутизации видео высокой чёткости, что является важным для инфраструктуры широкого вещания видео.
Компания производит силовые транзисторы для клиентов в разных сферах промышленности. Например их линия MOSFET-транзисторов используется в медицинском оборудовании (MRI-системах и CAT-сканерах) и автомобильных системах зажигания.

## Судебный процесс
15 января 2009 года Штат Нью-Йорк отменил контракт с Tyco Electronics Wireless Systems (часто упоминаемый как M/A-COM) из-за появляющихся и неустранённых затруднений с системой OpenSky.
13 февраля 2009 года Tyco Electronics подала встречный иск против New York State Office for Technology (NY-OFT) в суд New York State Court of Claims, с обжалованием иска поданного NY-OFT. В июне 2014 года суд постановил, что Laird Technologies, Inc. более не может поставлять модули GPS компании Ford, так как они нарушают патент выданный MACOM.